# Louis Jérôme Charles François de Bernier de Pierrevert
Pour les articles homonymes, voir de Bernier de Pierrevert.
Louis Jérôme Charles François de Bernier de Pierrevert né le 11 février 1750 à Pierrevert (Alpes-de-Haute-Provence) et mort le 29 août 1800 à Puerto de Santa Maria (Espagne) est un navigateur et major de vaisseau français.

## Biographie

### Origines familiale
Issu d'une famille originaire du Piémont italien, passée en France à la fin du XVe siècle, Louis Jérôme Charles François Bernier de Pierrevert est le fils aîné de Paul Auguste de Bernier de Pierrevert, lieutenant des maréchaux de France, et de son épouse Euphrosine Madeleine de Suffren de Saint-Tropez, sœur du bailli de Suffren. Né le 11 février 1750 au château de Pierrevert. Il a cinq frères et sœurs
Il épouse à Moriez le 4 octobre 1786 Marie Madeleine Françoise Cécile de Chailans Moriez (née en 1768), fille de Pierre Chailans, chef d'escadre, et de Cécile de Glandèves.

### Carrière dans la Marine royale
Louis Jérôme Charles François Bernier de Pierrevert entre dans les Gardes de la Marine à Toulon le 12 novembre 1764. La même année, il embarque à bord du Caméléon sous le commandement de Suffren. Le Caméléon, dont Suffren prend le commandement le 8 mai 1764, est une unité toute neuve, lancée en 1762, de 37 mètres de long pour 9 mètres de large, portant 20 canons et comptant 180 hommes d’équipage, ce qui lui permet d’armer une forte artillerie et de combattre à l’abordage. La mission du navire est dans le prolongement de celle confiée à la Pléiade l’année précédente. Une division forte de deux frégates, la Pléiade et la Gracieuse, et de trois chebecs, le Renard, le Singe et le Caméléon, doit patrouiller en Méditerranée occidentale contre les corsaires de Salé, une escale étant prévue à Alger dans le contexte du traité de paix qui vient d’être récemment signé avec le Dey. Peu d'informations restent de ce premier commandement, si ce n’est un grave incident où Pierre-André de Suffren manque de perdre la vie. La Pléiade et le Caméléon, qui ont quitté Malaga de conserve, rencontrent des vents très frais dans les parages de Formentera et décident de faire relâche dans cette île en attendant une accalmie. Suffren, qui ne supporte pas l’inaction, décide d’aller vérifier la praticabilité d’un petit passage entre la pointe sud d’Ibiza et des îlots qui jalonnent le détroit séparant cette île de Formentera. Le 13 septembre, il s’embarque avec 11 hommes sur son canot pour aller sonder le passage. Mais lorsqu’il s’y engage, l’embarcation est submergée par deux lames de fond. On repêche péniblement, en fin d’après midi et dans la nuit, les naufragés qui s’accrochent à un morceau de bois pour certains, ou qui ont dérivé sur un îlot — dont Suffren — pour d’autres. Trois hommes se sont noyés. Le Caméléon a failli perdre son commandant mais cet épisode sera porté à son crédit, bien des années après, dans les provisions accordées par le roi pour son élévation à la dignité de vice-amiral. Le document mentionne que lorsqu’il commandait le Caméléon, Suffren « se sauva d’un naufrage par sa vigueur et son courage ».
Louis Charles du Chaffault de Besné (1708-1794) est promu au grade de chef d'escadre le 1er octobre 1764. En 1765, le roi confie à Chaffault une expédition contre les pirates salétiens. Le 31 mai, il mouille devant Salé à bord de l'Utile, accompagné de six frégates, deux bombardes et une barque, l'Hirondelle. Le 2 juin 1765, les bombardes s'approchent de terre et font tirer leurs mortiers, qui envoient leurs bombes sur la ville mais sans succès. Cependant, le lendemain, la mer est énorme ; l'escadre dérade en filant les câbles d'ancres, par le bout sur des bouées, et croise au large. Le 9 juin, les vigies annoncent l'arrivée d'un renfort, deux chebecs de Toulon : le Caméléon et le Singe, ce dernier commandé par une recrue : le bailli Pierre-André de Suffren. Il dirige alors sa flotte contre Larache, qu'il atteint le 23 juin, bombarde le port, en détruit les batteries et brûle quelques navires marocains, du 25 au 27 juin.
Les troupes françaises perdront 300 hommes dont 30 ou 40 officiers et gardes de la Marine après avoir été encerclées par les troupes marocaines. La France devra payer un lourd tribut pour que le Maroc relâche les prisonniers.
Rentré sain et sauf, Bernier embarque sur le chébec de guerre français le Séduisant en 1766 et 1768-1769, que commandait monsieur Gravier l'année suivante sur la frégate la Mignonne, commandée par Suffren et en 1771-1772 à bord de la frégate la Chimère en 1771-1772.
Le 1er mai 1772, il est nommé sous-brigadier des gardes au régiment de Marseille, puis embarque à nouveau sur La Mignonne, que commande Lacroix de Gaujac en partance pour la Crête, Cérigo, puis est de retour à Toulon. La Mignonne passe sous le commandement de Suffren et il embarque pour Malte, Souda, et l'Argentière. Le 29 décembre 1772, il arrive à La Sude.
Il passe la campagne de 1773-1774 à bord de l'Engageante, sous le commandement du chevalier Antoine Guiran de La Brillanne (1725-1779). Il avait été promu à Brest comme enseigne de vaisseau le 1er octobre 1773.
En 1775, il embarque sur la flûte la Pourvoyeuse commandée par Potier de Courcy de Groix jusqu'à la Martinique et Sainte-Lucie, puis par monsieur d'Estelle à partir de la Guadeloupe, Madère et Rochefort.
Le 1er avril 1778, il est promu Lieutenant de vaisseau et navigue sur la Consolante, puis il est embarqué pour la campagne de 1778-1779 sur le Sagittaire, de 50 canons, sous le commandement de François Hector d'Albert de Rions (1728-1802) qui concourt à l'expédition de Newport, à l'attaque de Sainte-Lucie et se trouva en juillet 1779 au combat de la Grenade, où le comte d’Estaing bat l’escadre de l’amiral Byron. Le 24 septembre de la même année, au siège de Savannah, il capture le HMS Experiment, vaisseau anglais de 50 canons, de la même force que le sien, et portant 650 000 francs d’argent monnayé. Suffren, qui combat avec lui à Newport, ne cesse plus par la suite de faire son éloge.
De 1779 à 1781, de Bernier de Pierrevert, assure le commandement de la corvette le Tigre, armée de 22 canons ayant pour mission la protection des navires marchands en Méditerranée. Le 1er juin 1781, il est nommé capitaine de fusiliers et le 8 décembre 1781, il est nommé chevalier de l'ordre royal et militaire de Saint-Louis.
De 1781 à 1782, il est chargé à bord de la Sardine dont il est le commandant d'intercepter les bâtiments qui tenteraient d'apporter des vivres à Mahon assiégée.
De 1783 à 1784, il assure le commandement de la corvette de 20 canons la Blonde.
En 1785, il embarque sur le Séduisant, puis sur la corvette La Poulette armée de 20 canons. Le 1er mai 1786, il est nommé major de vaisseau dans la 6e escadre, 3e division, et commande l'Espoir en 1788 et sur le Tartelon en 1789, brick prit aux Anglais en 1782.
Il touche une pension de 400 livres sur Saint-Louis en 1789.
Syndic d'épée de la noblesse des États de Provence, il émigre en 1792.

### Armoiries
- « D'azur à trois pals d'argent, et un écusson de gueules brochant posé en cœur chargé d'un lion d'argent armé et lampassé de gueules »[22].
- Devise : « Hostium terror tutarur amicos ».